# Didymodon blyttii
Didymodon blyttii là một loài rêu trong họ Pottiaceae. Loài này được Hartm. mô tả khoa học đầu tiên năm 1843.
Danh pháp khoa học của loài này chưa được làm sáng tỏ. 